# Pseudamiops phasma
Pseudamiops phasma és una espècie de peix pertanyent a la família dels apogònids.

## Descripció
- Pot arribar a fer 3,4 cm de llargària màxima.[5][6]

## Hàbitat
És un peix marí, associat als esculls i de clima tropical.

## Distribució geogràfica
Es troba al Pacífic oriental central: les illes Marqueses.

## Observacions
És inofensiu per als humans.